# Sanyanlong
Sanyanlong (kinesiska: 三岩龙乡, 三岩龙) är en socken i Kina. Den ligger i provinsen Sichuan, i den sydvästra delen av landet, omkring 340 kilometer sydväst om provinshuvudstaden Chengdu. Antalet invånare är 2 349. Befolkningen består av 1 149 kvinnor och 1 200 män. Barn under 15 år utgör 24,0 %, vuxna 15-64 år 66 %, och äldre över 65 år 8,0 %.
Genomsnittlig årsnederbörd är 1 192 millimeter. Den regnigaste månaden är juni, med i genomsnitt 276 mm nederbörd, och den torraste är november, med 2 mm nederbörd.